# Topolino e il ritorno di Davy Crockett
Topolino e il ritorno di Davy Crockett è una storia a fumetti della Disney, pubblicata in 86 strisce tra il giugno e l'ottobre del 1955, sceneggiata da Bill Walsh e disegnata da Floyd Gottfredson. È l'ultima storia a strisce non autoconclusiva di Topolino pubblicata sui quotidiani statunitensi.

## Trama
Topolino sente qualcuno fuori casa sua cantare la canzone di Davy Crockett. Apre la porta e si trova di fronte un bambino vestito come Davy. Egli afferma di essere Davy Crockett e decide di stabilirsi a casa di Topolino. Davy prima scambia Pluto per un orso poi fa la conoscenza con Pippo. Davy e Pippo vanno a caccia di carne d'orso in uno zoo, ma a causa dell'intervento di una guardia sono costretti a fare la spesa al supermercato. Durante la cena successiva fa la conoscenza con Tip (Morty), il nipotino di Topolino.
I due si mettono a giocare agli indiani (il piccolo Davy interpreta ovviamente Davy Crockett mentre Tip un indiano); poi Davy fa vedere a Tip la sua casa sugli alberi dove gli presenta la sua "famiglia": un gufo, un grizzly ("Abbraccio mortale" Crockett) e altri animali. La vita degli animali amici di Davy è messa a rischio da due cacciatori ma a salvare la situazione interviene un orso, lo zio di "Abbraccio mortale".
Tornati a casa (Davy lascia la foresta perché vuole migliorare la gente civilizzata), Davy decide di iniziare la sua opera di miglioramento della gente che lo circonda, costringendo Topolino e Tip ad andare a letto presto; in seguito, una notte, Davy e Topolino trovano nel salotto il Grillo parlante che annuncia a tutti di aver cambiato nome da Jiminy Cricket (il nome originale del Grillo Parlante) a Jiminy Crockett, infatti ora anche lui si veste come Davy.
Nelle strisce successive Davy subisce il fascino di una ragazzina, poi viene inseguito da un ispettore scolastico che lo vuole costringere ad andare a scuola; uno starnuto lo tradisce e causa la sua cattura; Davy è costretto dunque, a malincuore, ad andare a scuola.
La striscia successiva (4 ottobre) è l'ultima della storia: Topolino e il Grillo parlante sono contenti che Davy ora vada a scuola ed escono: la striscia si conclude con Topolino e Jiminy Crockett a poca distanza uno dall'altro mentre stanno osservando dei lavori in corso; tutti e due si chiedono cosa stia facendo l'altro, ignari che si trovano nello stesso posto.